# クッツェンハウゼン (バイエルン)
クッツェンハウゼン (ドイツ語: Kutzenhausen) は、ドイツ連邦共和国バイエルン州シュヴァーベン行政管区のアウクスブルク郡に属す町村（以下、本項では便宜上「町」と記述する）である。

## 地理

### 位置
クッツェンハウゼンは、アウクスブルクの西約 20 km の、アウクスブルク＝ヴェストリヘ・ヴェルダー自然公園内に位置している。町域の南西部はライシェナウ地方、北部のロンメルスリート地区やアーガヴァング地区周辺はロートタール（ロート川の谷）に属す。

### 自治体の構成
自治体クッツェンハウゼンは、9つのゲマインデタイル（地理上の地区）からなる。
- クッツェンハウゼン。カッツェンローエおよびブルネンミューレを含む。
- アーガヴァング。ウンターネフスリートを含む。
- ブーフ。ボシュホルンを含む。
- マイングリュンデル。
- ロンメルスリート。

### 隣接する町村
北はホルガウ、北東はディードルフ、東と南東はゲッセルツハウゼン、南はフィッシャハ、南西はウスタースバッハ、北西はディンケルシェルベンと境を接している。

## 歴史

### 自治体成立まで
1407年にアウクスブルク聖堂参事会はフリードリヒ・ブルクグラーフ・フォン・ツーザメックからクッツェンハウゼンの代官権と裁判権を獲得した。その後この集落は1803年までアウクスブルク聖堂参事会の所領であった。1806年以後この村はバイエルン王国領となった。

### 行政史
1862年から1929年までクッツェンハウゼンは、ベツィルクスアムト・ツースマールスハウゼンに、1929年からベツィルクスアムト・アウクスブルクに属した。このベツィルクスアムトは、1939年にラントクライス・アウクスブルク（アウクスブルク郡）に改組された。1978年から1993年までクッツェンハウゼンはゲッセルツハウゼン行政共同体に属していた。

### 町村合併
バイエルン州の地域再編に伴い、1972年1月1日にブーフがクッツェンハウゼンに合併した。1978年5月1日にアーガヴァング、ロンメルスリート、および廃止されたライテンブーフのマイングリュンデル地区がこれに加わった。

## 住民

### 人口推移
1988年から2018年までの間にこの町の人口は2,027人から2,480人へ、453人 22.4 % 増加した。

## 行政

### 議会と首長
クッツェンハウゼンの町議会は14議席からなり、町長がこれに加わる。
2020年5月1日からアンドレアス・ヴァイセンブルンナーが町長を務めている。彼は、2020年3月15日の町長選挙で 52.9 % の支持票を獲得して、町長に選出された。彼の前任者は、2008年から2020年まで務めたジルフィーア・クーゲルマン (Unabhängige Gesamtgemeinde) であった。その前任は1990年からのゼバスティアン・ヴィンクラー (CSU/UGG) であった。

### 紋章
図柄: 左右二分割。向かって左は赤い蕊をつけた、銀の枝がついた満開の銀のバラ。向かって右は、端がどこにも触れていない赤い十字。
紋章の由来: クッツェンハウゼンの紋章は、この町域を治めた2つの重要な領主を示している。茎を持つバラは、アウクスブルク司教の侍従であるヴェレンブルク家の紋章から採られた。この一門はこの地域の土地領主であった。赤い十字は、町域内に多くの土地を所有したアウクスブルクのアウグスチノ会聖ゲオルク修道院の紋章である。赤と銀の配色は、町域内に大きな所領を有していたアウクスブルク司教区にちなんでいる。
この紋章は1968年から使用されている。

### 姉妹自治体
- シュタインフルト（ドイツ、バーデン＝ヴュルテンベルク州キュルスハイムの市区）
- クッツェンハウゼン（フランス語版、英語版）（フランス、バ＝ラン県）[8]

## 文化と見所

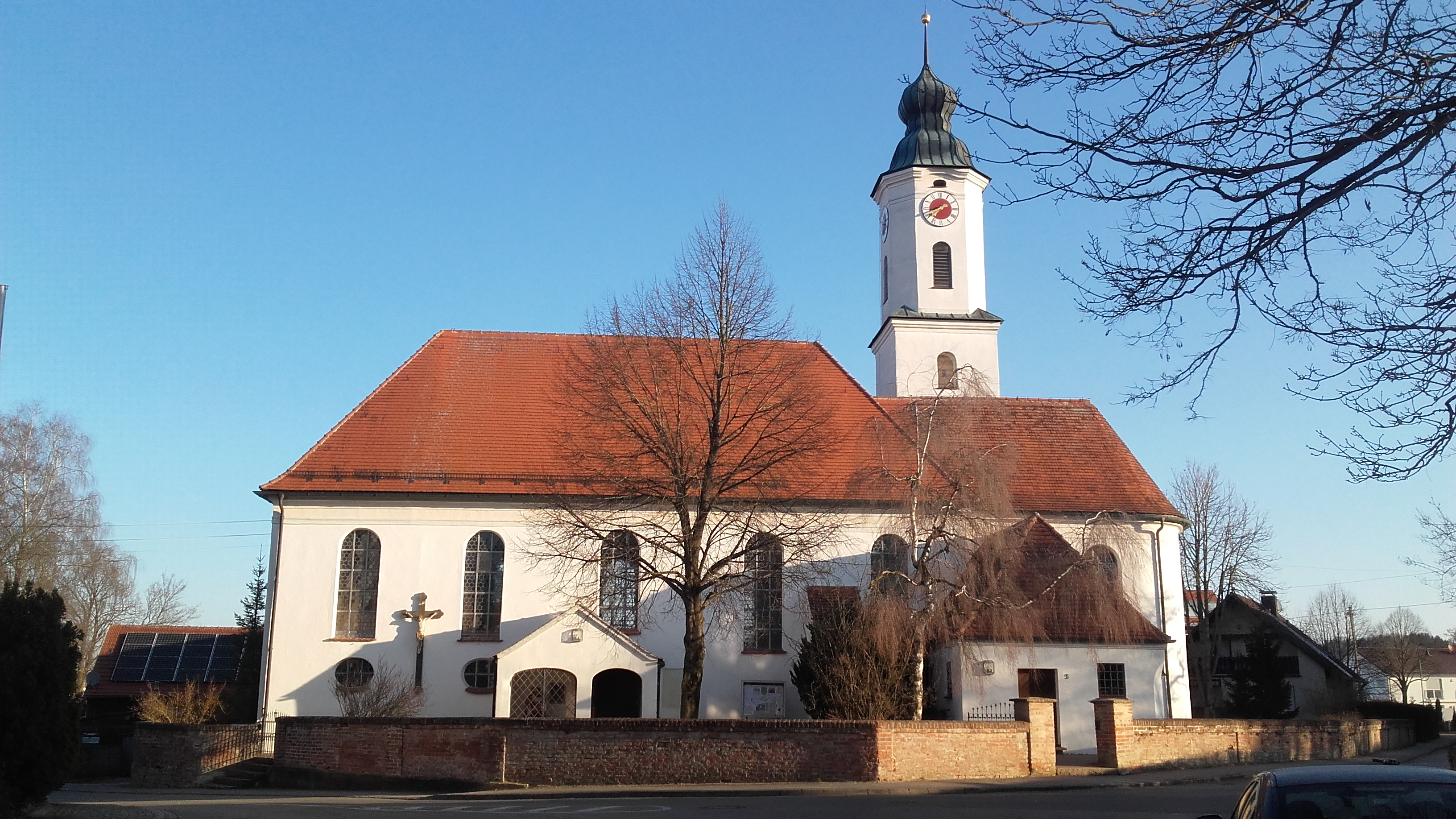
聖ニコラウス教会

### 建築文化財
- カトリックの聖ニコラウス教区教会。1754年建造。

### クラブ・団体
- クッツェンハウゼン消防団
- クッツェンハウゼン郷土協会
- クッツェンハウゼン青年・児童合唱団
- クッツェンハウゼン・オールドタイマー愛好会 e.V.
- クッツェンハウゼン水難監視団

## 経済と社会資本

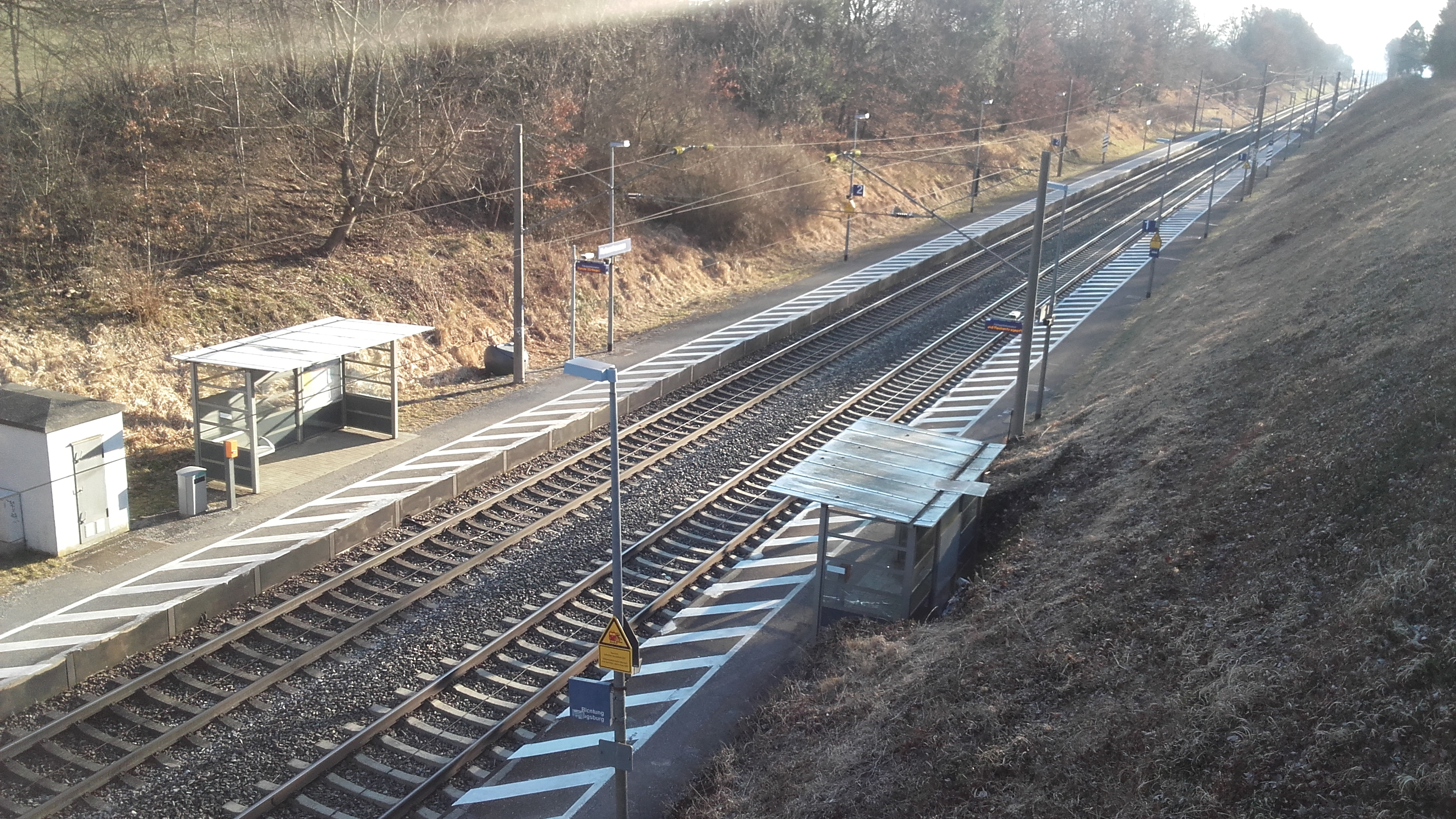
クッツェンハウゼン駅

### 交通
南の町境沿いに連邦道300号線が通っている。アーガヴァング、ロンメルスリート、ウンターネフスリートは、郡道A1号線沿いにある。
バイエルン・マクシミリアン鉄道の一部であるアウクスブルク - ウルム線のうち、クッツェンハウゼンを通るアウクスブルク - ディンケルシェルベン区間が1853年9月26日に開通し、1864年5月1日にウルムからミュンヘンまでのマクシミリアン鉄道全線が完成した。現在は、2つのホームを持つクッツェンハウゼン駅にレギオナルエクスプレス9番路線（ウルム - アウクスブルク - ミュンヘン）とレギオナルバーン86番路線（ディンケルシェルベン - アウクスブルク - ミュンヘン）の列車が発着する。両者は1時間間隔で運行しており、したがってディンケルシェルベンとアウクスブルクとの間は30分ごとに列車が運行している。
アウクスブルク交通連盟は平日には、アウクスブルク行きのバス507番路線を運行している。

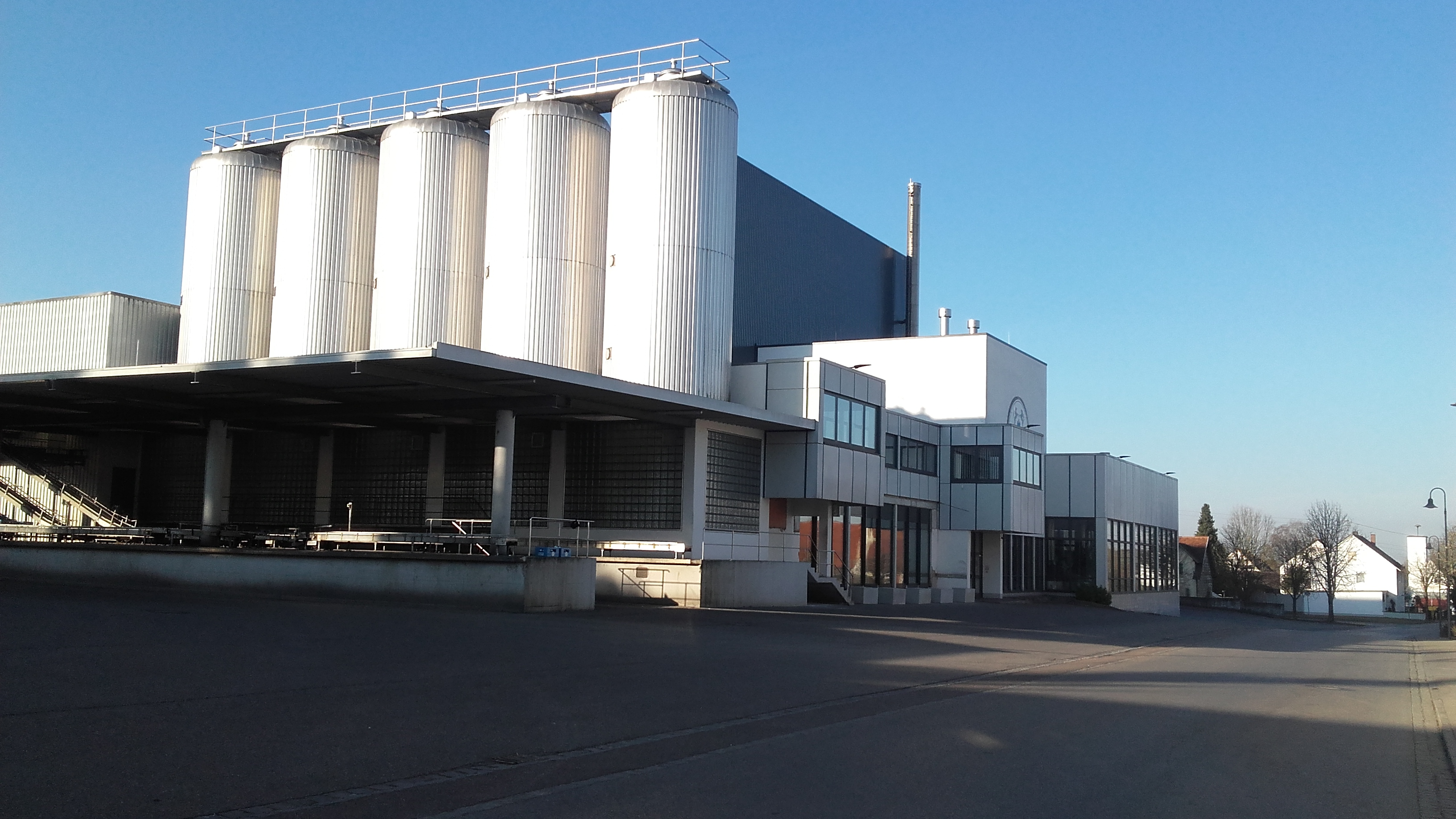
ブラウエライ・ラップ

### 企業
- ブラウエライ・ラップはドイツ全土で有名である。このブルワリーはクッツェンハウゼンに本社を置き、ここでビールの醸造を行っている。
- ロラーデン・フィッシャー GmbH（カーテン、窓装飾）は地域を超えて知られている。

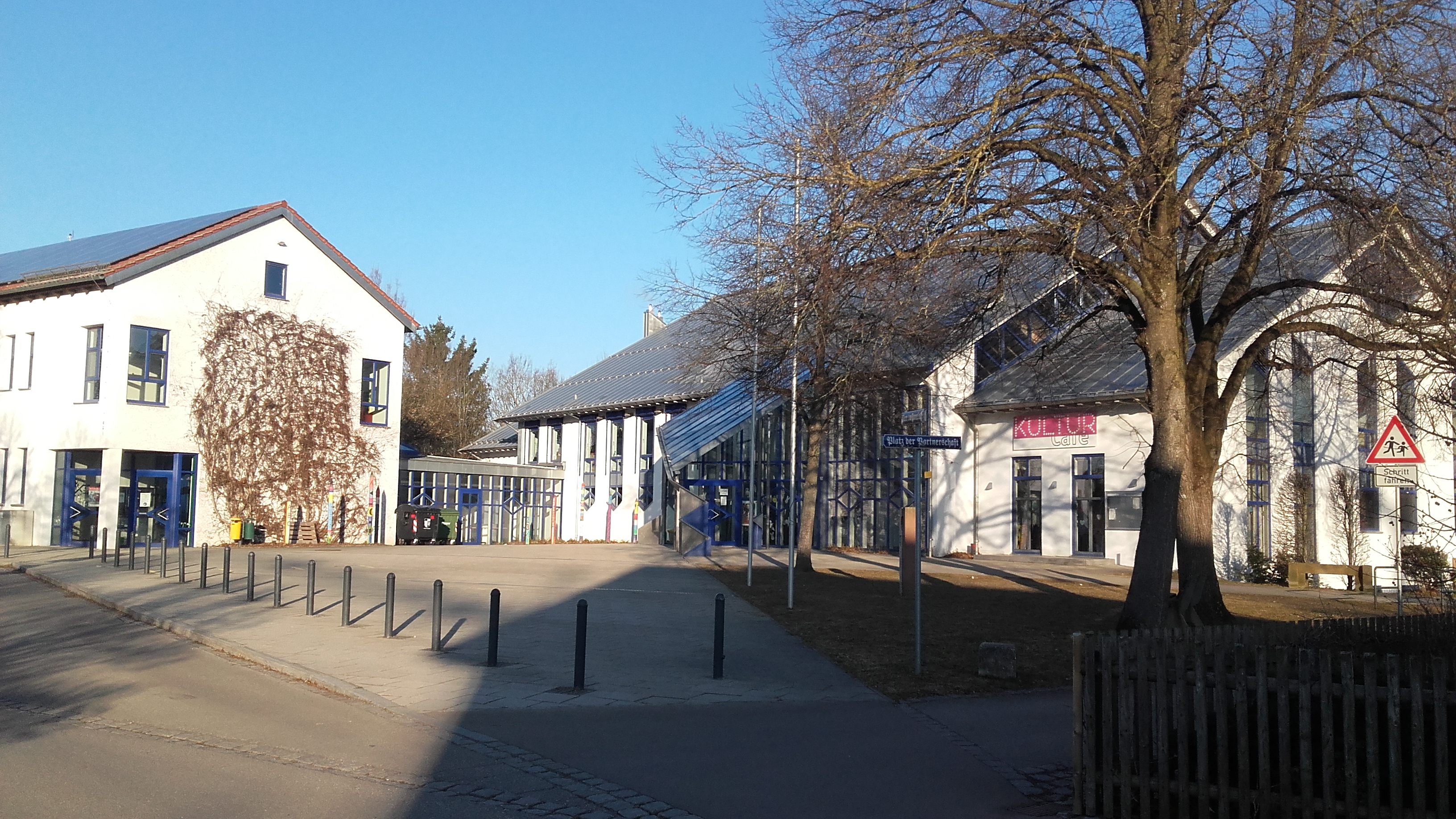
町立ホールと基礎課程学校

### 公共施設
クッツェンハウゼンには基礎課程学校 1校、幼稚園 1園、森のようちえん 1園、町立ホール、町立図書館、屋外温水プールがある。